# Eucalyptus salubris
Eucalyptus salubris és una espècie de planta de la família de les Mirtàcies, endèmica del central Wheatbelt (Western Australia) d'Austràlia Occidental, és una espècie bastant comuna en les regions meridionals. El seu nom comú és gimlet que en català és barrina de mà, fent referència a l'asemblança amb l'estri d'artesania o fluted gum que significa goma acanalada, i fa referència al tronc que pot adoptar formes acanalades o retorçades.

## Descripció

### Port
Pot arribar a fer fins a 15 metres d'alçada, degut a la seva mida i port més aviat alt, no formaria part dels mallee, ja que aquests formen arbrades de tipus arbustiu que no sobrepassen els 10m. Absència de lignotúber, normalment només presenta un Tronc acanalat, l'escorça és gris, brillant, suau, presenta diferent coloració segons l'estacionalitat: des de gria a verd fosc, marró o vermellosa.

### Fulles
Les fulles adultes són molt llustroses, verdes i estretament lanceolades.

### Flors i fruits
Presenten unes grans umbel·les amb unes 3 a 7 flors de color cremós les quals apareixen des del desembre al març. Es dispersa per llavors.

## Cultiu
Es conrea amb èxit en moltes parts d'Austràlia temperada però és difícil de mantenir en àrees tropicals i subtropicals. Les flors i fruites són atractius i la planta és d'una mida adequada per a jardins més petits. El millor és cultivar en sòls ben drenats en ple sol. A causa del seu hàbit lignotuberous, les espècies responen bé a podes a nivell de terra.

## Distribució
El seu lloc d'origen és el sud-oest d'Austràlia i, com a tal, prefereix sòls que drenen ràpid, ja que prové d'una zona que rep poca aportació hídrica. Aquest arbre té una àmplia distribució però sovint es troba repartit en petits grups entre altres eucaliptus en zones obertes. Són distingibles al llarg de les zones entre Kalgoorlie i Norseman i cap a l'est, quasi cap al Fraser Range Station.

## Varietats
- var. glauca: és una forma que té branquillons de tonalitats glauques i peduncles. També es considera una espècie separada, E. ravida.

## Taxonomia
Eucalyptus salubris va ser descrita per Mueller, Ferdinand Jacob Heinrich von i publicada a Fragm. 10(fasc. 83): 54. 1876. (Fragm.)

### Etimologia
- Eucalyptus: prové del grec kaliptos, "cobert", i el prefix eu-, "bé", en referència a l'estructura llenyosa que cobreix i dona protecció a les seves flors.[6]
- salubris: epítet específic que ve de la paraula llatina  salubris que significa saludable, possiblement per l'aparença saludable de l'arbre en general. També podria ser degut a les propietats medicinals de les fulles i els olis naturals.